# Старый мост (Самара)
Старый мост — двухполосный мост через реку Самару в Куйбышевском районе г. Самары. Находится в створе улиц Главной и Водников и соединяет центральную часть города с такими поселениями как: Волгарь, Сухая Самарка, Кряж, Гранный и 116-й километр. Строительство моста началось в 1951 году. Движение открыто в сентябре 1954 года.
В 1955 году по только что построенному мосту был пущен общественный транспорт — троллейбус № 5.
Многие годы до открытия в конце 2019 г. Фрунзенского моста Старый мост на ул. Главной не справлялся с транспортным потоком и являлся одним из наиболее «пробочных» мест Самары.

## История
В описи дорожных сооружений Самарской губернии 1880 года, содержащихся за счёт губернского земского сбора, указывалось, что в самарском уезде существует наплавной мост через реку Самару с мощёными каменными дамбами и раздвижными конструкциями для пропуска судов.
— Этот мост каждый год зимовал на берегу в разобранном виде, — рассказывает декан факультета инженерных систем и природоохранного строительства СГАСУ Михаил Шувалов. — Его, как мячик, несколько раз перекидывали друг другу город и земская управа, нехотя взваливая на себя его содержание. С 1885-го по 1954-й этот понтонный мост эксплуатировался за счёт средств городского бюджета, оставаясь единственной переправой через Самарку.
Только с августа по октябрь 1883 года по этому мосту прошли 148 тысяч пешеходов, верховых — почти пять тысяч, верблюдов 255, лошадей больше девяти тысяч, быков и коров — больше восьми тысяч.
— Городская дума предложила даже взимать плату за переправу, например, с экипажа, запряженного лошадью, брать три копейки, за прогон крупного скота — две копейки, — продолжает Михаил Шувалов. — Пеших предполагалось освободить от поборов. Впрочем, платным мост так и не стал, а комиссия по разработке проекта постоянного моста из-за обнищания городской казны не довела дело до конца. В итоге люди дождались нормального моста (длиной 250 м и шириной 13,5 м) только в 1954 году. А между тем, его постройка намечалась ещё в 1949 году в генплане строительства Куйбышева.

Старый мост (фото со спутника, г. Куйбышев, 1.05.1965 г.)

Строительство моста планировалось ещё до Великой Отечественной войны. Довоенный проект предполагал, что ширина проезжей части моста будет составлять 14 метров, но война внесла свои коррективы. Мост построили из-за острой необходимости в автомобильной переправе, но финансирование работ было урезано. В итоге ширина проезжей части сократилась до 9 метров.
Мост строился чуть более трёх лет, все тяжёлые работы выполнялись силами заключённых.
До открытия Южного моста в 1974 году Старый мост был единственным в черте города Куйбышева мостом через реку Самару.

## Авария 1971 года
В мае 1971 года в мостовой пролёт врезался сухогруз «Волго-Дон-12». В результате столкновения пролёт рухнул. Огромная железобетонная конструкция сдвинулась на несколько метров вбок, потеряла точку опоры, а затем упала с десятиметровой высоты. В этот момент по мосту шёл троллейбус 6 маршрута. Когда дорожное покрытие вместе с железобетонной плитой стало проваливаться вниз, троллейбус как раз подъезжал к середине пролёта. Пассажирам повезло, что водитель троллейбуса успел остановить машину в пяти метрах от края обрыва. Единственным пострадавшим в этой аварии оказался капитан судна.
Районы города, располагавшиеся за рекой Самарой, оказались фактически отрезанными от областного центра на целый год. На время проведения ремонтных работ специалистами куйбышевского мостоотряда № 21 был сооружен «баржевый» переход.
После этого происшествия в местные правила судоходства в этом районе Волжского бассейна внесли поправку: при уровне воды в Волге 29,3 м или выше (с апреля по июнь) высокогабаритным судам запрещено движение в створе этого моста.

## Ремонт 2012 года

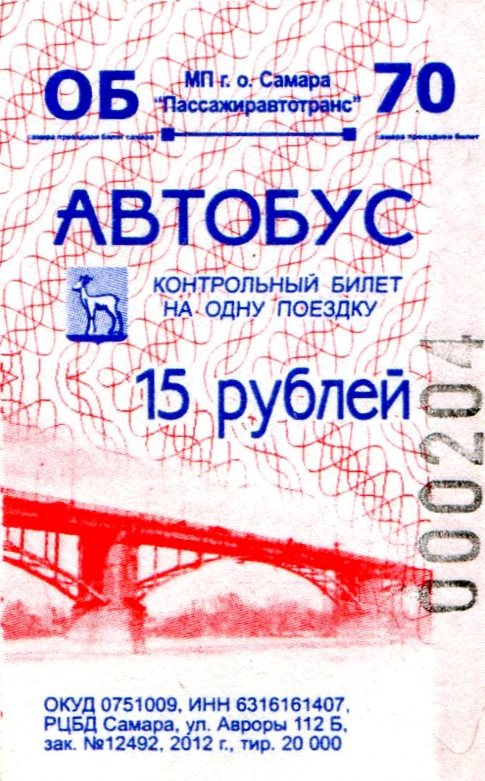
Билет на автобус в Самаре с изображением Старого моста, 2012 г.

В сентябре 2010 года сотрудниками ООО «Институт «Проект-мостореконструкция» проведено техническое обследование состояния моста. По его итогам мост признан нуждающимся в срочном ремонте или в закрытии, так как его несущие конструкции обветшали.
Ремонт мостового перехода проходил с 4 июня по 15 сентября 2012 года. На это время была введена специальная схема пассажирских перевозок и движения транспорта по мосту. Применялось реверсивное движение по одной полосе. С обеих сторон моста для пассажирского транспорта были организованы выделенные полосы. По ним автобусы могли объехать автомобильную пробку и без задержки переехать мост в часы, когда движение было открыто.

## Предложения по перепрофилированию
После введения в эксплуатацию на тот момент строящегося Фрунзенского моста группа архитекторов предлагала перепрофилировать Старый мост и сделать из него прогулочную зону с велодорожками, либо оставить только одну полосу для общественного транспорта.